# Ṛgveda
Il Ṛgveda (devanāgarī: ऋग्वेद) è una delle quattro suddivisioni canoniche dei Veda. Il nome può essere reso con "Inni dei Veda" o "Inni della Conoscenza", essendo il sostantivo ṛgveda composto da ṛc ("inni" o "strofe"), e veda ("sapienza" o "conoscenza"): il riferimento è ai versi recitati durante le cerimonie, differenti dai sāman, versi cantati.
Nel Ṛgveda troviamo una raccolta di inni, la Ṛgveda Saṃhitā; due Brāhmaṇa: l'Aitareya Brāhmaṇa e il Kauṣītaki Brāhmaṇa (o Śaṅkhāyana Brāhmaṇa); da cui due Āraṇyaka:  l'Aitareya Āraṇyaka e il Kauṣītaki Āraṇyaka; e infine due Upaniṣad: l'Aitareya Upaniṣad e la Kauṣītaki Upaniṣad.
In letteratura si incontra spesso il termine Ṛgveda, a indicare la Ṛgveda Saṃhitā: tuttavia si distingue il Ṛgveda (sostantivo maschile indicante l'atto derivante da una suddivisione) da la Ṛgveda (sostantivo femminile per raccolta, per l'appunto la saṃhitā).